# HomePlug
HomePlug es el nombre de la familia de diversas especificaciones de comunicaciones por línea eléctrica, que facilitan la creación de redes a través del cableado eléctrico preexistente en el hogar. Existen varias especificaciones bajo el nombre de HomePlug, cada uno de ellas ofreciendo capacidades de rendimiento únicas y la convivencia o la compatibilidad con otras especificaciones HomePlug.
Algunas especificaciones HomePlug están destinadas a aplicaciones de banda ancha, como la distribución  en casa de datos de baja velocidad IPTV, juegos y contenido de Internet, mientras que otros se centran en baja potencia, bajo rendimiento y temperaturas de funcionamiento extendidas para aplicaciones tales como medidores inteligentes de energía y comunicaciones en el hogar comunicaciones entre los sistemas eléctricos y electrodomésticos. Todas las especificaciones HomePlug fueron desarrollados por la HomePlug Powerline Alliance, que también es propietaria de la marca registrada de HomePlug.

## Estándares de red doméstica
| Nombre común         | Estándar IEEE             |
| -------------------- | ------------------------- |
| HomePlug HD-PLC      | 1901                      |
| Wi-Fi                | 802.11a                   |
| Wi-Fi                | 802.11b                   |
| Wi-Fi                | 802.11g                   |
| Wi-Fi                | 802.11n                   |
| Wi-Fi                | 802.11ac                  |
| Nombre común         | Recomendación ITU-T       |
| HomePNA 2.0          | G.9951–3                  |
| HomePNA 3.1/HomeGrid | G.9954                    |
| G.hn/HomeGrid        | G.9960 (PHY)              |
| G.hn/HomeGrid        | G.9961 (DLL/MAC)          |
| G.hn/HomeGrid        | G.9962 (Management Plane) |
| G.hn-mimo            | G.9963                    |
| G.hn/HomeGrid        | G.9964 (PSD Management)   |
| G.hnta               | G.9970                    |
| G.cx                 | G.9972                    |